# 罗赛 (汝拉省)
罗赛（法語：Rosay，法語發音：[ʁozɛ]）是法国汝拉省的一个市镇，属于隆斯勒索涅区。

## 地理
罗赛（46°31'53"N, 5°27'5"E）面积9.93 平方千米，位于法国勃艮第-弗朗什-孔泰大區汝拉省，该省份为法国东部内陆省份，北起上索恩省，西北接科多尔省，西临索恩-卢瓦尔省，南至安省，东与杜省和瑞士接壤。
与罗赛接壤的市镇（或旧市镇、城区）包括：欧日塞、舍夫罗、克雷西亚、屈西亚、日济亚、卢瓦西亚、罗塔利耶、博福尔-奥尔巴尼亚。

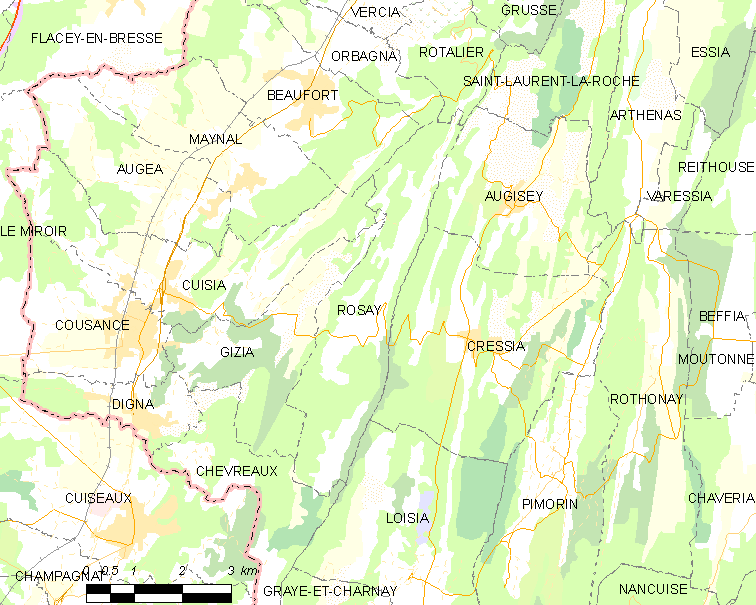
的OSM定位图

罗赛的时区为UTC+01:00、UTC+02:00（夏令时）。

## 行政
罗赛的邮政编码为39190，INSEE市镇编码为39466。

## 政治
罗赛所属的省级选区为圣阿穆尔县。

## 人口

1962-2008年间人口变化图示

罗赛于2022年1月1日时的人口数量为119人。